# Milton (Comtat de Saratoga)
Milton és una població del Comtat de Saratoga a l'Estat de Nova York als Estats Units d'Amèrica.

## Demografia
Segons el cens dels Estats Units del 2000 tenia 17.103 habitants., 6.401 habitatges, i 4.544 famílies. La densitat de població era de 185,5 habitants/km².
Dels 6.401 habitatges en un 38,2% hi vivien nens de menys de 18 anys, en un 56,4% hi vivien parelles casades, en un 10,4% dones solteres, i en un 29% no eren unitats familiars. En el 21,7% dels habitatges hi vivien persones soles el 6,7% de les quals corresponia a persones de 65 anys o més que vivien soles. El nombre mitjà de persones vivint en cada habitatge era de 2,64 i el nombre mitjà de persones que vivien en cada família era de 3,08.
Per edats la població es repartia de la següent manera: un 27,7% tenia menys de 18 anys, un 7,9% entre 18 i 24, un 35,2% entre 25 i 44, un 20,8% de 45 a 60 i un 8,4% 65 anys o més.
L'edat mediana era de 34 anys. Per cada 100 dones de 18 o més anys hi havia 99,2 homes.
La renda mediana per habitatge era de 45.262 $ i la renda mediana per família de 51.771 $. Els homes tenien una renda mediana de 36.863 $ mentre que les dones 27.335 $. La renda per capita de la població era de 20.443 $. Entorn del 4,7% de les famílies i el 6,7% de la població estaven per davall del llindar de pobresa.